# Sociedad del sufragio de mujeres de Liverpool
La Sociedad del sufragio de mujeres de Liverpool fue creada en 1894 por Edith Bright, Lydia Allen Booth y Nessie Stewart-Brown para promover el derecho al voto de las mujeres. La sociedad celebró su primera reunión en una sala del Movimiento por la Templanza de Liverpool, con Millicent Fawcett, jefe de la Unión Nacional de Sociedades de Sufragio Femenino (NUWSS), como oradora invitada. La sociedad estableció su cuartel general en Lord Street. El grupo se afilió al NUWSS en 1898, celebró reuniones en cafés que incluyeron charlas, poesía y recitales de baile. Los miembros fueron reclutados de miembros prominentes de la sociedad y se distanciaron de las sociedades de sufragio de la clase trabajadora, tales como Unión Social y Política de las Mujeres (WSPU).
Eleanor Rathbone dirigió la sociedad como su secretaria desde 1897, especialmente en las campañas de las elecciones de 1910. Se abrieron tres tiendas de campaña alrededor de Liverpool, pidiendo a los hombres que votasen por los candidatos que apoyaban los votos para las mujeres, especialmente Alexander Gordon Cameron. En 1911, Rathbone y Stewart-Brown establecieron una rama de la sociedad para preparar a las mujeres que pronto obtendrían el voto. Cuando la sociedad no estuvo de acuerdo con el NUWSS, se fusionó con la Asociación de Mujeres Municipales para crear la Asociación de Ciudadanos Femeninos de Liverpool en 1919.

## Historia
La Sociedad del sufragio de mujeres de Liverpool se estableció en 1894 en una reunión en enero en la del Movimiento por la Templanza de Liverpool en Hardman Street. Otra sociedad había sido propuesta un mes antes por Emily Hornby en una reunión pública y después de un voto unánime, fue fundada por Edith Allan Bright, Lydia Allen Booth y Nessie Stewart-Brown, e inicialmente contaba con veinticuatro miembros. La sociedad estableció su cuartel general en el número  6 Lord Street. Millicent Fawcett, líder de la Unión Nacional de Sociedades de Sufragio Femenino, asistió a la primera reunión como oradora invitada.
Esta sociedad se distinguió de la Unión Social y Política de las Mujeres (WSPU) y del Partido Laborista Independiente, y se hizo conocida como «sufragistas femeninas» respetables en comparación con las sufragistas más militantes. La sociedad reclutó miembros más prestigiosos de la sociedad, lo que llevó a otras mujeres privadas de sus derechos —especialmente las de la clase trabajadora— a unirse a la WSPU; la organización también se distanció activamente de las protestas de WSPU. En la primera reunión general anual, el 11 de enero de 1895, los miembros se expandieron a únicamente setenta y uno.
En 1896, la sociedad se afilió a la Sociedad Nacional Central para el Sufragio de las Mujeres, y en 1898 se había unido a la Unión Nacional de Sociedades de Sufragio Femenino. Bright invitó a Christabel Pankhurst a hablar en Liverpool el 12 de febrero de 1909, lo que resultó en una «demanda fenomenal de tarjetas de membresía».  Pankhurst se quedó en la casa de Bright mientras estaba en la ciudad.

## Objetivos
Sociedad del sufragio de mujeres de Liverpool se formó con la intención de cumplir una serie de objetivos. Esperaba educar a las mujeres sobre por qué debeín tener derecho a votar y convencer a los hombres de lo mismo. Tenían vínculos con diputados liberales y tenían la intención de usarlos para presionar al gobierno para que permitiera el sufragio femenino. Además, la sociedad trató de obtener apoyo para su causa mediante la celebración de eventos a pequeña escala, a menudo con oradores en el Café Yamen de Liverpool. Los eventos también incluían poesía, canto o actuaciones de ballet por parte de Blue Bird Theatre Company.
La organización formó parte en demostraciones de sufragio más amplias, por ejemplo en junio de 1908, apoyó un evento de la Unión Nacional de Sociedades de Sufragio Femenino en Hyde Park de Londres y en junio de 1910 realizó un evento con todas las organizaciones sufragistas de Liverpool en St George's Hall de Liverpool. Eleanor Rathbone lideró la campaña de la sociedad en las elecciones de Liverpool de 1910, instalando tiendas de campaña en Smithdown Road, Bold Street y Stanley Road, y pidiendo a los hombres que votaran por cualquiera que apoyase los votos para las mujeres, como partido. Hicieron campaña activamente por el candidato laborista Alexander Gordon Cameron, aunque no ganó.

## Fundadoras

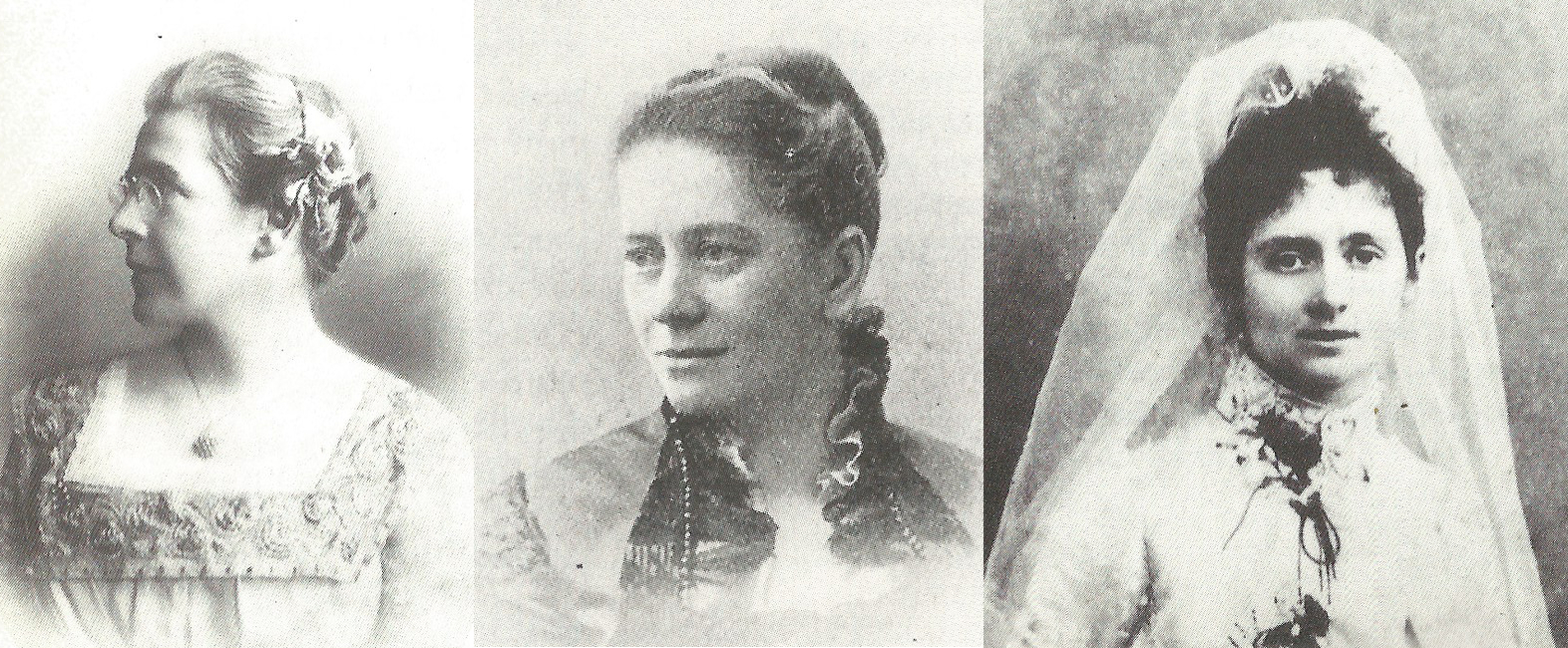
Edith Bright, Lydia Allen Booth y Nessie Stewart-Brown – las tres fundadoras de la Sociedad del sufragio de mujeres de Liverpool.

La sociedad fue fundada por tres mujeres. Edith Bright sejerció en el comité ejecutivo del Sindicato de Mujeres Damas y Trabajadoras de Liverpool. Estuvo involucrada en otras causas feministas como Madres Union y Unión Nacional de Mujeres Trabajadoras y fue una fuerza motriz para la sucursal de Liverpool de la Unión Nacional de Sociedades de Sufragio de Mujeres. Su esposo, Allen Bright, era abogado, comerciante y diputado liberal. Lydia Allen Booth (nacida Butler), era una estadounidense que estaba en el comité ejecutivo de Liverpool Ladies Union of Workers entre Women and Girls.  Nessie Stewart-Brown fue presidenta de la Asociación Liberal Femenina de Liverpool, y trabajó con Bright en Mothers Union & National Union of Women Workers.

## Asociación de Ciudadanas Femeninas de Liverpool
En 1911, sintiendo que estaban cerca de lograr el sufragio, Rathbone & Stewart-Bright crearon la Asociación de Mujeres Municipales como una rama de la sociedad; su objetivo era aumentar la conciencia sobre el voto de las mujeres, alentar el debate entre las posibles votantes y enseñarles a las mujeres qué hacer cuando tenían el voto. En 1912, la Sociedad de Sufragio de Mujeres de Liverpool no estuvo de acuerdo con la ruta que tomaban las Sociedades de Sufragio Femenino de la Unión Nacional, con su Fondo de Combate Electoral, y se fusionaron con la Asociación de Mujeres Municipales para convertirse en la Asociación de Ciudadanas Femeninas de Liverpool. El estallido de la Primera Guerra Mundial cambió el enfoque de los grupos para ayudar con la emergencia nacional y en 1919 los grupos se fusionaron. En 1921 tenían doce sucursales.
En 1922, Eleanor dio un paso más y se presentó como candidata al Parlamento británico por la circunscripción de Toxteth oriental con el apoyo, en particular de la Women Citizens` Associations (Asociación de Mujeres Ciudadanas). En su primer intento de acceder a Westminster, Rathbone no tuvo éxito aunque recogió la importante cantidad de diez mil votos. En 1929, esto es, seis meses después de su primer intento y en un momento económico y social muy complejo, fue elegida miembro del Parlamento británico, En este caso, Rathbone concurrió a las elecciones como candidata independiente por la circunscripción de Combined English University (Combinado inglés de Universidades). Eleanor Rathbone fue parlamentaria hasta su muerte en 1946. El Partido Liberal había controlado esta circunscripción durante la década de los veinte y en 1929, el apayo al partido estaba creciendo en todo el país. Sin embargo, sus logros en la administración local, y los vínculos con la administración de Liverpool la convirtieron en una candidata ideal para determinados electores. 
En julio de 1928, Eleanor aceptó volver a presentarse como candidata al Parlamento británico. Meses más tarde, un importante comité de catedráticos y otros profesores mostraron su apoyo a la candidatura de Rathbone. Disuelto el Parlamento, la nueva candidata por Combined English University visitó las ocho universidades que conformaban la circunscripción para explicar su proyecto político.
En junio de 1929, Ramsay MacDonals formó nuevamente gobierno en minoría. Por primera vez, una mujer formó parte del Consejo de Ministros.
Los movimientos feministas británicos de los años treinta estuvieron marcados por la crisis económica, el surgimiento de los fascismos, el retroceso de los partidos de izquierdas y la desaparición de muchas de sus líderes históricas. El feminismo sobrevivió durante la década de los treinta más por el papel de determinadas mujeres como Vera Brittain, Ellen Wilkinson o Eleanor Rathbone que por las reivindicaciones del mismo como movimiento político. Aunque como tal, adquirirá nuevos tintes: primero el tinte del pacifismo y/o el antifascismo y más tarde, el de la guerra como forma de frenar los totalitarismos.